# Michèle-Laure Rassat
Pour les articles homonymes, voir Rassat.
Michèle-Laure Rassat, née le 20 mai 1940, est une professeure française de droit privé, agrégée des facultés de droit.

## Biographie
Elle a été professeur aux universités de Nantes, de Rouen puis de Paris-XII. Elle a dirigé les Instituts d’études judiciaires de ces trois universités.
Connue pour ses engagements à droite, elle a publié plusieurs ouvrages relatifs au droit pénal et à la procédure pénale.
En 1996, elle a reçu mandat de Jacques Toubon, alors ministre de la Justice, pour rédiger un rapport sur la réforme de la procédure pénale et la détention provisoire,.

## Publications
- Pour une politique anti-criminelle du bon sens (1983), éd. Les Idées de la liberté. Prix de Joest
- Procédure pénale, coll. « Ellipses » (3 éditions)
- Traité de procédure pénale, Presses universitaires de France (3 éditions)
- Droit pénal spécial, précis Dalloz (8 éditions)
- La justice en France, coll. « Que sais-je ? » (2007)
- La filiation et l'adoption, coll. « Que sais-je ? » (1992)